# Arteria iliolumbalis

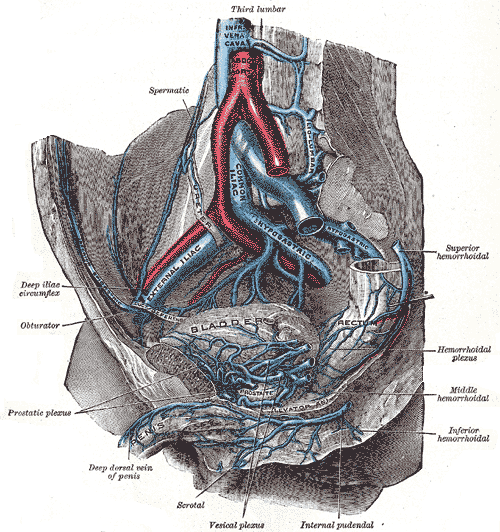
Arterien des Beckeneingangs des Menschen

Die Arteria iliolumbalis („Darmbein-Lenden-Schlagader“) ist ein Blutgefäß des arteriellen Kreislaufs. Sie ist der erste Ast der inneren Beckenarterie (Arteria iliaca interna). 
Die Arteria iliolumbalis steigt hinter dem Musculus psoas major rückläufig zur Darmbeingrube (Fossa iliaca) auf, wo einzelne Äste den Musculus iliacus versorgen. Weiterhin versorgen Abgänge der Arterie den Musculus psoas major und minor, den Musculus quadratus lumborum, Musculus transversus abdominis und über einen Ramus spinalis den Wirbelkanal zwischen dem fünften Lendenwirbel und dem Kreuzbein. 
Die Arterie anastomosiert mit der Arteria circumflexa ilium profunda.